# Kloster Meerholz

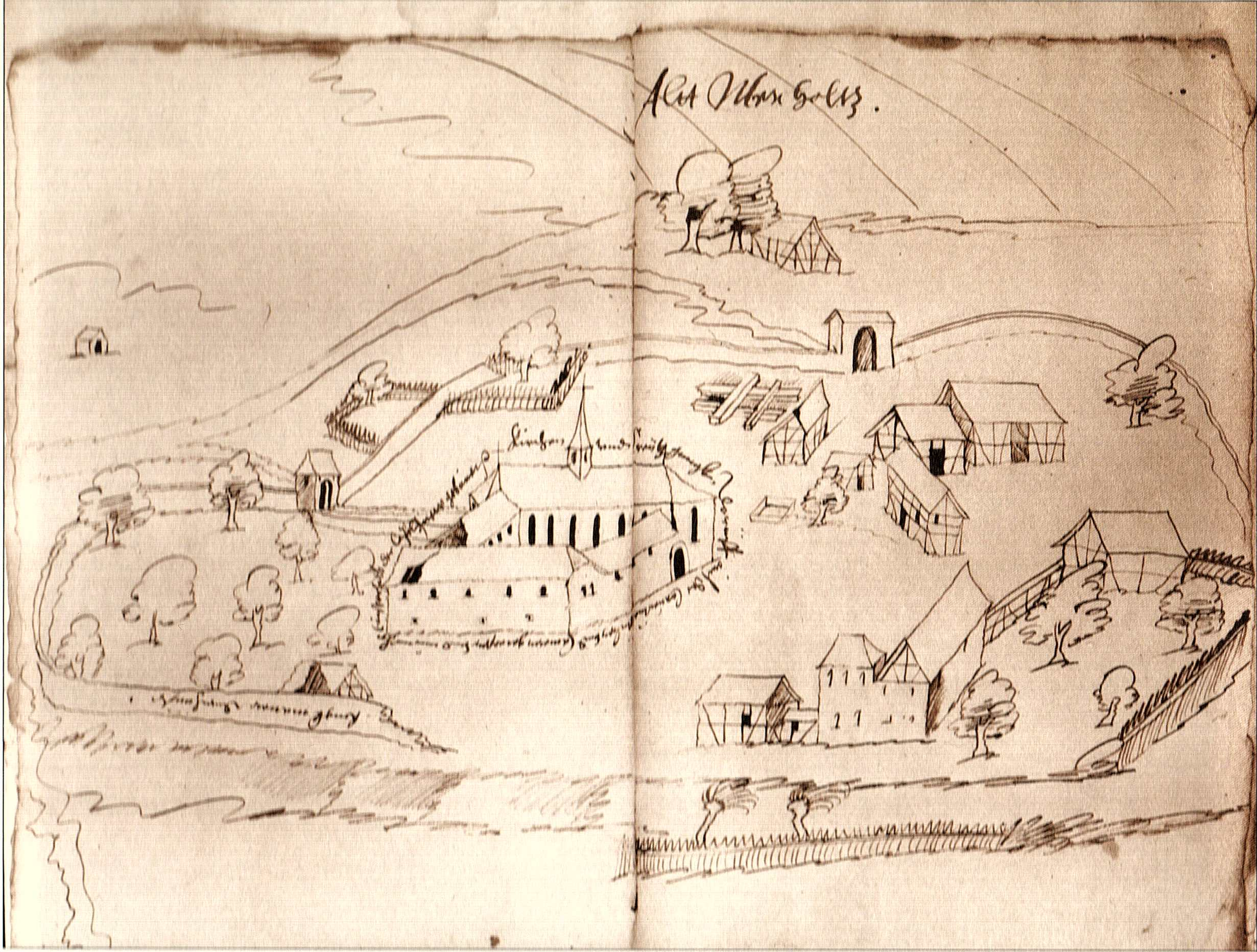
Alt-Merholtz: Skizze der Klosteranlage aus dem Jahr 1565

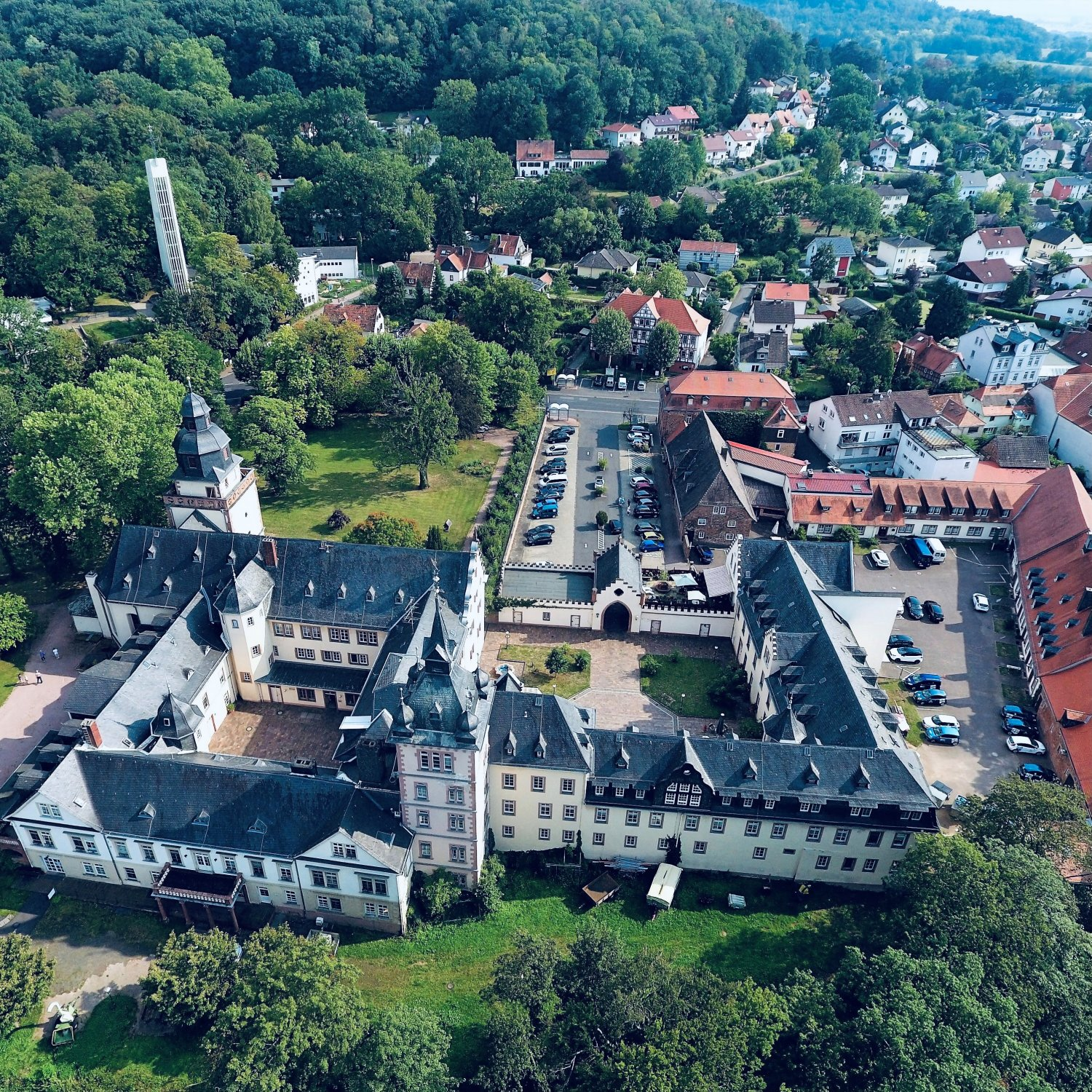
Das Schloss Meerholz wurde ab 1566 auf den Fundamenten des Klosters Meerholz erbaut

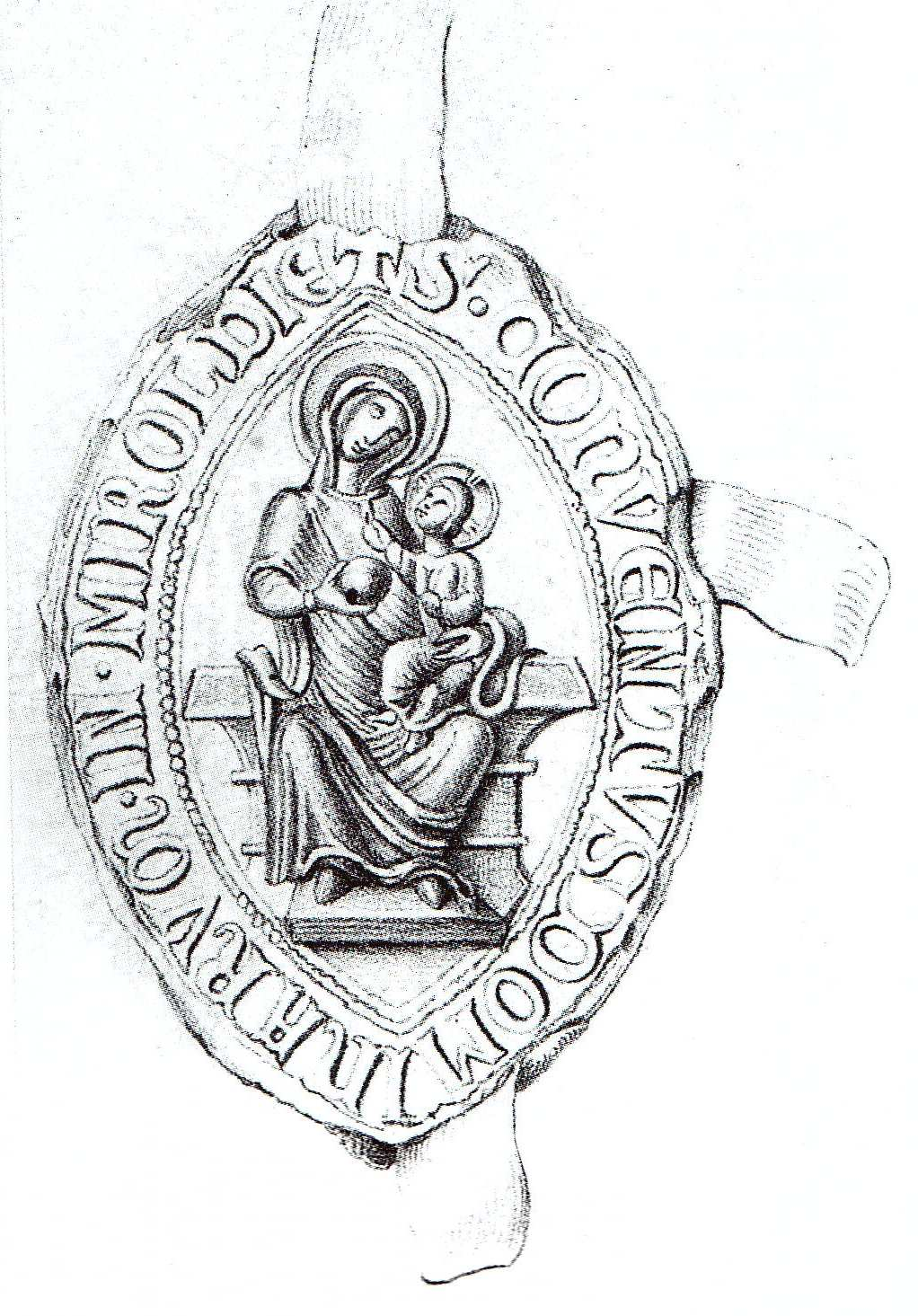
Siegel des Klosters Meerholz

Kloster Meerholz war ein Prämonstratenserinnen-Kloster in Meerholz, einem Stadtteil von Gelnhausen im Main-Kinzig-Kreis in Hessen.

## Geschichte
Ein Gründungsdatum ist urkundlich nicht belegt. Es wird angenommen, dass sich der Frauenkonvent um 1150 vom Prämonstratenser-Doppelstift Selbold abspaltete, sich erst in Rode bei Niederwalluf im Rheingau, dann in Tiefenthal und bis 1173 unter Meisterin Benigna und Propst Adelger endgültig in Meerholz niederließ. Eine Schenkung des Grafen Egbert von Selbold an den Prämonstratenserpropst Gerhard vom Mutterstift Selbold zugunsten der „Frauen in Meerholz“ 1147 spricht für eine Besiedelung schon in der ersten Hälfte des 12. Jahrhunderts. Bereits im Jahr 1173 wurde eine vertragsmäßige Abgrenzung seiner Besitzungen dem Kloster Selbold gegenüber vorgenommen.
Das Kloster Meerholz war der Heiligen Gottesmutter Maria geweiht.
Zwischen 1217 und 1251 wurden neben den Frauen auch ein Prior und mehrere Brüder urkundlich erwähnt. Die Nennung des Priors unterstreicht die geistliche und organisatorische Abhängigkeit vom Männerkloster Selbold. Als einzige Ausnahme scheint der erste Vorsteher Adelger zu gelten, der als Propst bezeichnet wurde.
Das Kloster war stets unbedeutend und arm, und schon 1207 sagt König Philipp von ihm: "apud quandam pauperem ecclesiam que dicitur Meiroldis", was übertragen soviel bedeutet wie "bei einer gewissen armen Kirche, die Meerholz genannt wird".
Im Jahr 1265 gestattete deshalb Erzbischof Werner von Mainz die Inkorporation der Kirche zu Mittlau und Erzbischof Gerhard 1294 die der Godobertuskapelle zu Gelnhausen.
Im Jahr 1295 musste der Erzbischof von Mainz die Zahl der Chorfrauen auf 40 begrenzen, da eine über die Mittel hinausgehende Aufnahme stattgefunden hatte.
Auch scheinen geistliche wie weltliche Herren das wehrlose Frauenstift geschädigt zu haben, denn 1359 beauftragt Papst Innozenz den Bischof Konrad von Budua auf Bitten des Klosters mit der Vermögensverwaltung, besonders mit der Wiederbeschaffung verlorenen Besitzes, und noch 1364 kontrollierte Konrad die Abrechnungen der Einkünfte des Klosters.
Mit einer Urkunde vom 21. Januar 1418 nahm Papst Martin V. das Kloster in seinen besonderen Schutz.
Der Konvent schien sich meist aus unverheirateten Töchtern des niederen Adels der Umgebung und aus Gelnhäuser Patrizier- und Bürgerfamilien zu rekrutieren.
An der Spitze der Chorfrauen stand eine Magistra, neben der um 1313 eine Priorissa genannt wird.

## Niedergang
Die Urkunden der späteren Jahrzehnte deuten auf zunehmende wirtschaftliche Schwierigkeiten des Klosters hin. Parallel zur geistlichen Krise im 15. Jahrhundert mit einem Verfall der klösterlichen Zucht trieb auch die ökonomische Situation einem Krisenpunkt zu. Zwar kam es Anfang des 16. Jahrhunderts zu zaghaften Versuchen wirtschaftlicher Reformen, doch wurden diese durch die Ereignisse im und nach dem Bauernkriegsjahr 1525 zunichtegemacht. Außerdem kündigte sich nunmehr eine geistige Umwälzung, die Reformation, an.
In den 1530er Jahren ging der Landesherr Graf Anton zu Isenburg daran, die wirtschaftliche Schwäche und die innere Uneinigkeit der Chorfrauen zu nutzen, um das Kloster durch das Anzweifeln von Einkünften und die Notverkäufe von Gütern praktisch auszutrocknen. Auch der Versuch eines Aufbäumens der letzten Magistra Anna von Muschenheim in Form einer Klageschrift an den Mainzer Erzbischof, die gegen Graf Anton gerichtet war, brachte keinen Erfolg. Graf Antons gutes Verhältnis zu Kaiser Karl V., den er im Schmalkaldischen Krieg unterstützt hatte, mag dadurch die Position des Isenburgers gegenüber dem Erzbischof von Mainz gestärkt haben.
Auch ein von den Chorfrauen erwirktes Pönalmandat aus dem Jahr 1550, in welchem dem Kloster die Rechte und Privilegien noch einmal ausdrücklich bestätigt wurden, brachte keine wesentliche Änderung der Situation mehr. Aufgrund innerer Spannungen der letzten drei Klosterfrauen führte im Jahr 1554 die letzte Magistra Privatverhandlungen mit Graf Anton, der ihr ein Leibgeding an Geld und Naturalien, die Übernahme der Schulden und eine Wohnung in Gelnhausen zusicherte. Auch eine durch den Erzbischof von Mainz am 12. September 1554 veranlasste Generalvisitation konnte an den geschaffenen Fakten nichts mehr ändern. Als der Befehl des Erzbischofs zur Einsetzung eines Administrators überbracht wurde, war Anna von Muschenheim bereits nach Gelnhausen umgezogen und hatte Graf Anton inzwischen auch die Patronatsrechte des Klosters übertragen; dieser hatte daraufhin die Einkünfte der lutherischen Pfarrer in Mittlau und Gondsroth in ordnungsgemäßer Weise aus Klostergefällen dotiert. Die Einigung mit den beiden verbliebenen Chorfrauen war nur noch Formsache, die von isenburgischen Räten abgewickelt wurde, ohne auf weitere Mainzer Einsprüche zu achten. Das Kloster Meerholz war damit säkularisiert.
Graf Georg von Isenburg, einer der drei Söhne des Grafen Anton, entschied sich für den Umbau des bereits seit 1554 leerstehenden Klosters in seine Residenz. Die Verträge mit den Bauleuten wurden 1566 abgeschlossen. Es wird angenommen, dass das neue Schloss Meerholz auf den alten Fundamenten des Klosters, insbesondere des Kreuzgangs, errichtet wurde. Nur der Chorbereich der Klosterkirche wurde als Schlosskapelle ausgebaut, das Langhaus der Kirche jedoch in einen Wohntrakt umgewandelt.

## Nachwirkungen
Die im Jahr 1959 geweihte katholische Kirche zu Meerholz erhielt in Erinnerung an das Marienkloster Meerholz das Patrozinium Maria Königin.